# Pilar Aymerich i Puig
Pilar Aymerich i Puig   (Barcelona, 1943) és una fotògrafa catalana, especialitzada en la fotografia de retrat i de reportatge.

## Biografia

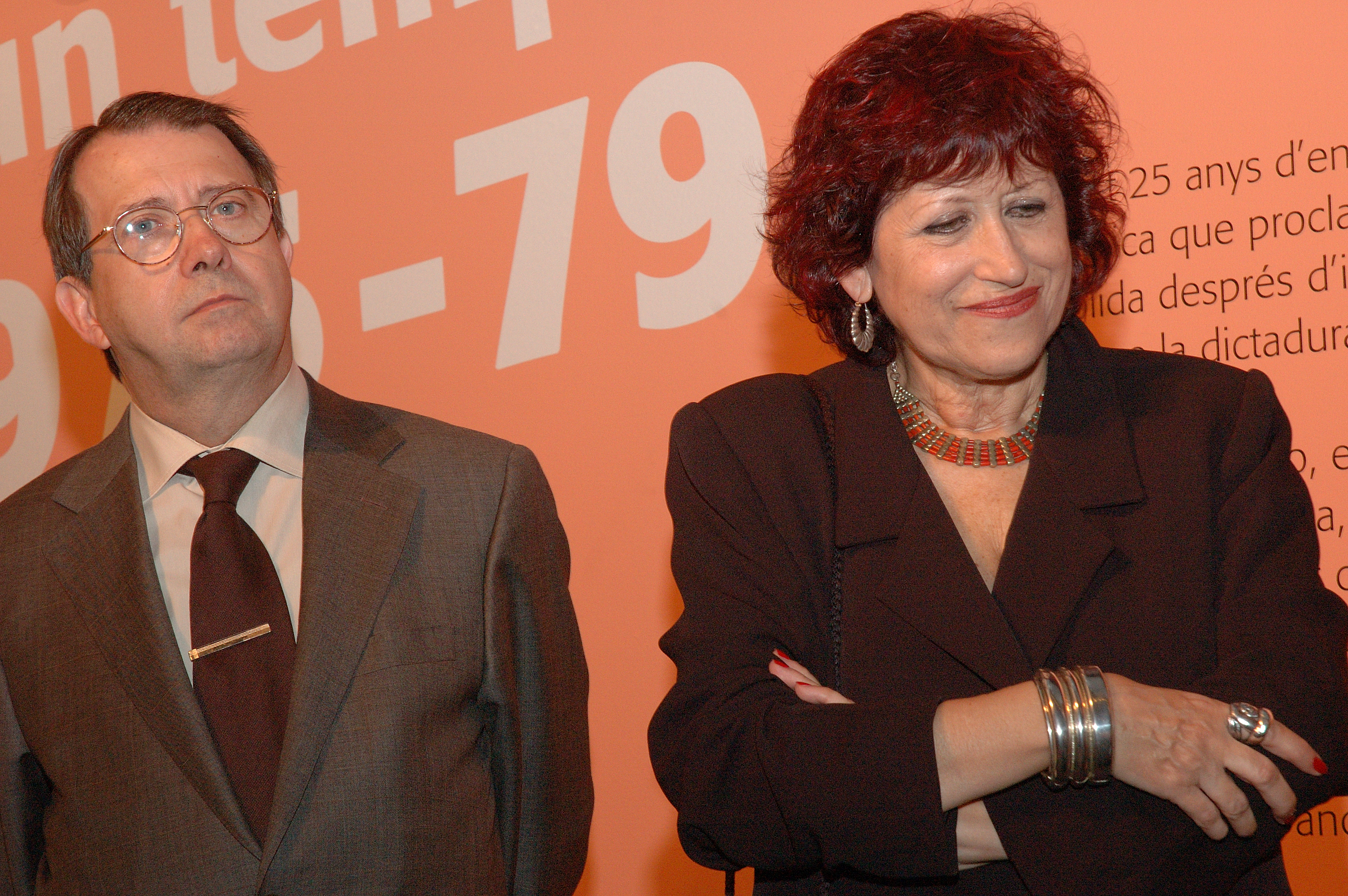
Pilar Aymerich al MHC el 2004

Va néixer al barri del Carmel de Barcelona l'any 1943. Va estudiar amb les monges i es va començar a interessar pel teatre anb el grup de teatre d'Horta. Més endavant va començar estudiant direcció teatral a l'Escola Dramàtica Adrià Gual, ampliant estudis a Londres, on va iniciar-se al món de la fotografia a partir de l'any 1965. També va fer pràctiques fotogràfiques als estudis Raphael de París.
L'any 1968 s'establí a Barcelona com a fotògrafa professional i inicià la seva col·laboració amb l'agencia CIS en una època en què encara existia censura. Va editar les seves fotografies a publicacions periòdiques, primer a Serra d'Or, Destino, Triunfo, i més tard a El País, Fotogramas, Cambio 16, La Calle o Qué Leer. També fa fotografies per a cartells i cobertes de discos i s'especialitza en retrat i en reportatges de temàtica diversa deixant testimoni amb les seves fotografies de: la mort de Franco, les manifestacions per l'amnistia del febrer de 1976 de «Llibertat, Amnistia i Estatut d'Autonomia»; les primeres Jornades Catalanes de la Dona; la manifestació de l'11 de setembre; les lluites del moviment obrer i la vaga de fam de Xirinachs, entre molts altres temes.

A partir de 1974 començà a col·laborar en mitjans audiovisuals i va participar en programes de TVE com Personatges, Crear i viure o La lluna. Cal destacar la seva col·laboració en diversos llibres, dedicats a importants dones catalanes com Montserrat Roig, Frederica Montseny, Mercè Rodoreda, Caterina Albert o Maria Aurèlia Capmany i que han suposat diverses exposicions dedicades a elles.

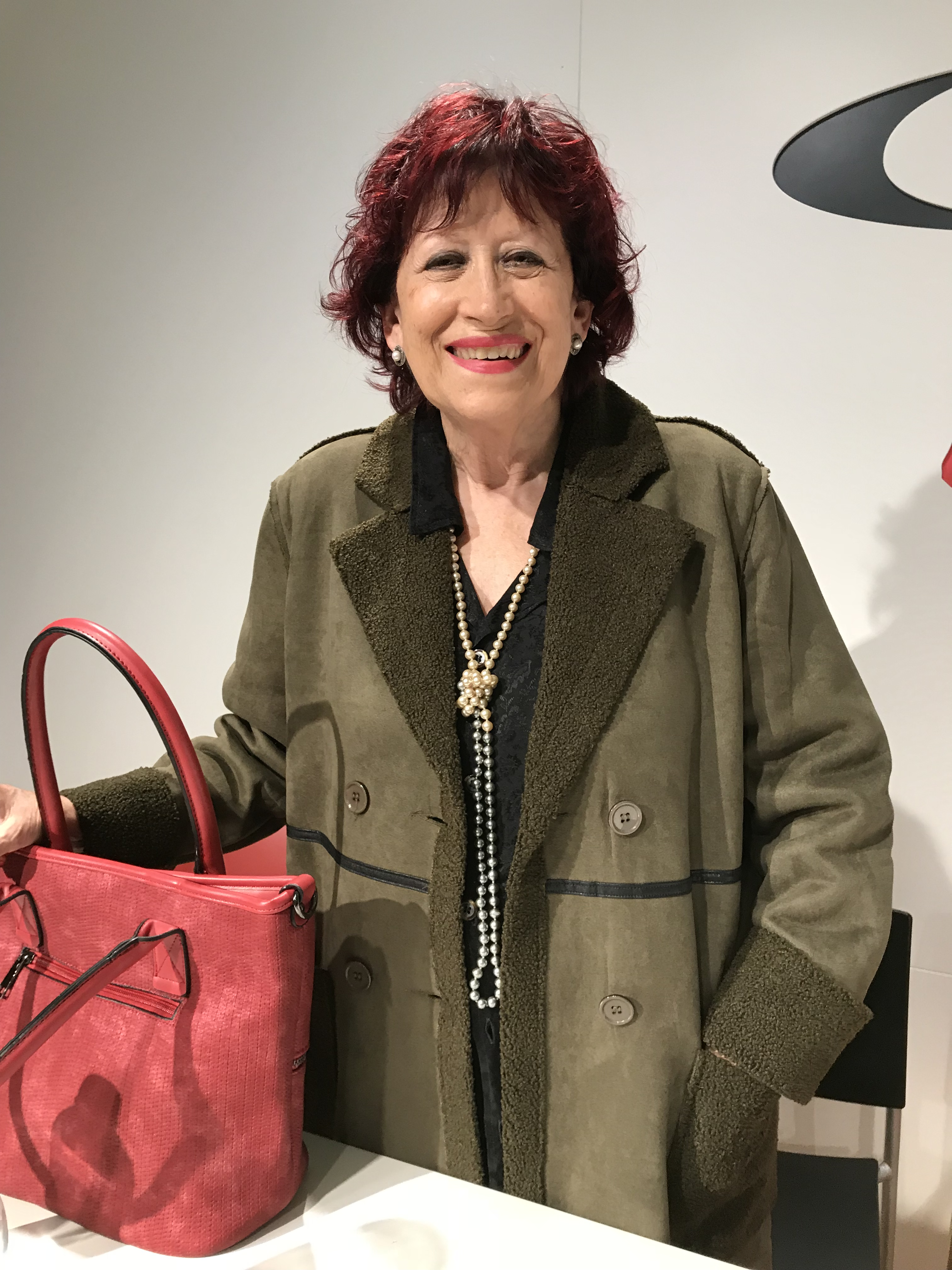
Pilar Aymerich al Col·legi de Periodistes (Barcelona) el 2017

Ha participat com a docent donant classes de fotografia a l'Àrea de Joventut de l'Ajuntament de Barcelona i seminaris a d'Institut d'Estudis Fotogràfics de Catalunya. És membre de la Junta de Govern del Col·legi de Periodistes de Catalunya, presidenta de la comissió de Periodisme Solidari del Col·legi de Periodistes de Catalunya i membre del Consell Directiu de la Unió de Professionals de la Imatge i Fotografia de Catalunya (UPIFC).

## Exposicions
Entre les seves exposicions es pot destacar 1975-1979. Memòria d'un temps, sobre la Transició espanyola a Catalunya, al Museu d'Història de Catalunya (2004).
L'any 2008 es va inaugurar l'exposició coproduïda pel Museu d'Història de Catalunya i l'Obra Social Caixa de Sabadell amb el títol Resistents. La cultura com a defensa amb 71 retrats de Pilar Aymerich dels principals protagonistes de la cultura catalana de la segona meitat del segle xx. També al Museu d'Història, destaca l'exposició La nova cançó, la veu d'un poble comissariada per l'autora i Xevi Planas (amb col·laboració de Juan Miguel Morales i Marina Vilageliu). La mostra era un recorregut, des dels inicis de la Nova Cançó fins a l'herència llegada a les noves generacions, que evoca sobretot el paper dels cantants en la lluita antifranquista i en el trànsit de la dictadura a la democràcia. De gran format, estava concebuda com un trajecte des de la germinació de la cançó catalana en els anys 1950, els primers ballables en català en ple franquisme, passant per l'aparició d'artistes que van donar visibilitat als anhels de tota una generació i l'impuls que van donar els promotors que van crear i desenvolupar la indústria discogràfica catalana i en català.

## Premis i reconeixements
Va rebre el Premi Solidaritat 2002 de l'Institut de Drets Humans per la seva actuació destacada en la defensa dels drets fonamentals. L'any 2005 va rebre la Creu de Sant Jordi i el 2013, el premi a la trajectòria periodística per part de l'Associació de Dones Periodistes de Catalunya. La mateixa entitat li va atorgar el Premi Margarita Rivière al rigor periodístic amb visió de gènere l'any 2019. El 2021 va ser reconeguda amb el Premi Nacional de Fotografia que atorga el Ministeri de Cultura i Esport d'Espanya.

## Fons personal
El seu fons personal es conserva a l'Arxiu Nacional de Catalunya des del 2011. Abans de l'ingrés es conservava al carrer Gran de Gràcia, 44 de Barcelona, on es trobava l'estudi fotogràfic de Pilar Aymeric, una magnífica sala amb bona il·luminació, guarda totes les seves càmeres de l'autora, i dona pas al laboratori. Aquestes estances es complementaven amb l'habitació arxiu i l'antesala, on hi ha una gran biblioteca amb obres de referència i moltes de les publicacions que editaren les seves imatges. Temàticament, la seva producció es pot classificar en sis grans blocs:
1. Retrats: És l'apartat més quantiós i representatiu de l'obra de l'autora amb més de quatre-cents personatges fotografiats. Personatges de la cultura catalana com Joan Oliver, Montserrat Roig o Mercè Rodoreda, deportats, intel·lectuals com l'Eugeni Xammar, membres de la Nova Cançó i polítics. Els retrats de Pilar Aymerich donen visions diverses dels personatges, i a voltes se'n fa el seguiment al llarg dels anys.
2. Antifranquisme, transició i feminisme. Aplega fotografies dels darrers anys del Franquisme i la transició a Catalunya des de 1975, i especialment les reivindicacions i la lluita de les dones per a la igualtat
3. Barcelona: Organitzat en tretze apartats que contenen imatges de la ciutat per il·lustrar la seva història.
4. Cementiris: arquitectura i escultura dels cementiris de Barcelona, costa mediterrània i rastre dels emigrats catalans a Amèrica del Sud.
5. Reportatges diversos: animals, refugiats, balnearis, curiositats...
6. Art i col·leccionisme: Tota mena d'objectes pertanyents a col·leccions particulars, fundacions i museus.

A més, el Centre de Documentació i Museu de les Arts Escèniques de l'Institut del Teatre de Barcelona conserva fotografies i més de 200 negatius de l'arxiu de l'actriu.